# Malaise en Malaisie
Pour les articles homonymes, voir malaise.
Malaise en Malaisie est une chanson écrite par Serge Gainsbourg, composée et interprétée par Alain Chamfort en 1981 pour l'album Amour année zéro.
L'écriture de cette chanson, du côté des textes s'est faite sous la contrainte : Chamfort a refusé les textes faciles que Gainsbourg lui avait écrit et l'a obligé à en écrire d'autres. 
Lio, alors compagne d'Alain Chamfort à l'époque et témoin, a dit : 
« Gainsbourg ne se foulait pas, ça a été vraiment dur pour Alain. S'il a finalement écrit des textes comme Malaise en Malaisie ou Bambou c'est parce que Alain était tout le temps derrière lui et le poussait au cul. »
La chanson sera reprise par le groupe The Manhattan Transfer deux ans plus tard sur l'album Bodies and Souls et par Vanessa Paradis, sur scène, en 1996.